# 船玉神社 (藤沢市)
船玉神社（ふなだまじんじゃ）は、神奈川県藤沢市にある神社である。

## 概要
乗船海上守護の祈願のために勧請されたと推定されている。

## 祭神
主祭神
- 弟橘姫命（おとたちばなひめのみこと）

## 伝承
鎌倉幕府3代将軍・源実朝が入宋のための船の材木を切り出した場所であるとされている。

## 祭事
- 例祭　5月15日

## 交通
- 鉄道
  - 藤沢駅
- 道路
  - 神奈川県道30号戸塚茅ヶ崎線